# La banda
La banda (títol original: The Mob) és un thriller de cinema negre estatunidenc de 1951 produït per Columbia Pictures, dirigit per Robert Parrish i protagonitzat per Broderick Crawford. El guió, que va ser escrit per William Bowers, està basat en la novel·la Waterfront de Ferguson Findley. Està doblada al català.

## Argument
El detectiu Johnny Damico falla en un cas d'assassinat i és suspès de la força. En realitat, se'l posa d'encobert per identificar el misteriós cap del moll de Nova York que ha assassinat a tothom al seu camí.

## Repartiment
- Broderick Crawford com Johnny Damico
- Betty Buehler com Mary Kiernan
- Richard Kiley com Thomas "Tom" Clancy
- Otto Hulett com Tinent de Policia Banks
- Matt Crowley com "Smoothie"
- Neville Brand com Pistoler
- Ernest Borgnine com Joe Castro
- Frank DeKova com Culio
- Lynn Baggett com Peggy
- Ralph Dumke com Comissari de policia
- John Marley com Tony
- Walter Klavun com Sergent Bennion (sense acreditar)
- Charles Bronson com Jack (sense acreditar)
- Jay Adler com Russell (sense acreditar)
- Emile Meyer com depenent de benzinera (sense acreditar)
- Carleton Young com Fiscal de districte (sense acreditar)
- Harry Lauter com Daniels (sense acreditar)

## Producció
Sota els títols de treball "Waterfront" i "Remember That Face", el rodatge de La banda es va completar realment vuit mesos abans de la seva estrena a la tardor de 1951, i el rodatge va tenir lloc entre l'11 de gener i el 8 de febrer de 1951.

## Promoció
Durant tres mesos després de la distribució inicial de La banda a finals de setembre de 1951, Broderick Crawford va realitzar una extensa gira per 60 ciutats pels Estats Units per promocionar la producció de Columbia Pictures. Va fer aparicions personals a les projeccions de la pel·lícula a diversos llocs de Nova York; a Hartford, Connecticut, Boston i Springfield, Massachusetts; Washington DC; Cleveland; Saint Louis; Memphis; i en altres ciutats del mig oest i de la costa oest. Durant aquestes visites, entre altres esdeveniments i activitats programades, es va convertir en una rutina per a Crawford donar entrevistes a diaris i ràdios, aparèixer en programes de televisió locals, assistir a sopars i recepcions especials, fer visites de bona voluntat a comissaris de policia i acceptar diferents premis de les forces de l'ordre. agències que el volien homenatjar per la seva interpretació del policia dur i entregat Johnny Damico.

## Taquilla l'any 1951
La banda va ocupar el lloc 122 entre les pel·lícules estatunidenques que van guanyar almenys 1.000.000 de dòlars en entrades de taquilla el 1951, una època en què el cost mitjà d'una entrada de cinema als Estats Units era de només 47 cèntims i la població del país era significativament més petita que avui.

## Crítica
L'any 1951, les crítiques de la pel·lícula als principals diaris i publicacions comercials generalment van anar de lleugerament positives a molt favorables. Edwin Schallert, el crític cinematogràfic aquell any del Los Angeles Times, elogia la història del crim per la seva barreja de melodrama i humor, i crida especial atenció a l'actuació principal. "La presència de Crawford en aquesta imatge", escriu Schallert en la seva valoració del 27 d'octubre, "és el seu principal actiu", i afegeix que l'actor desenvolupa "el seu paper amb un enginy robust". El Chicago Tribune també va elogiar els aspectes "robustos" de l'actuació de Crawford
En la seva ressenya de la pel·lícula "emocionant" al número del 3 de desembre de The Boston Globe, la crítica de mitjans Marjory Adams afirma: "'La banda' és una de les millors pel·lícules de suspens que ha tingut Boston en molts mesos, i com es distingeix a la seva manera més convencional com era ' La història d'un detectiu '" (1951). Després de destacar i felicitar l'actuació de Crawford a la seva columna, Adams centra la seva atenció en el repartiment de suport de l'estrella: "Potser no hi ha cap missatge a 'La banda', però és un melodrama de primer ordre, protagonitzat de manera elegant i emocionant per un grup de persones menys conegudes però actors molt eficients".

### Reaccions posteriors a la pel·lícula
En les dècades posteriors a l'estrena de La banda, les opinions dels crítics sobre la pel·lícula semblen ser més variades que les que es troben als mitjans impresos el 1951. El guionista de Hollywood Carl Macek a la publicació de 1979 Film Noir: The Encyclopedia Reference to the American Style descriu l'actuació transformadora de l'estrella de la pel·lícula, assenyalant que "Crawford pren el paper senzill de Johnny Damico i el converteix en una caracterització negra de duresa i vulgaritat. " Macek, tanmateix, classifica La banda com en gran part una "representació" del contingut i el "ritme staccato " de les imatges de crims urbans anteriors a la Segona Guerra Mundial. Més tard, l'any 1984, l'historiador del cinema Spencer Selby reforça aquesta visió al seu llibre Dark City: The Film Noir, descrivint La banda com "Aproximadament tan a prop com el noir mai va arribar a ressuscitar la pel·lícula de gàngsters dels anys trenta".